# Sara Northrup Hollister
Sara Elizabeth Bruce Northrup Hollister (8 avril 1924 - 19 décembre 1997) est une occultiste, qui fut la seconde épouse de L. Ron Hubbard, dirigeant-fondateur de l’Église de Scientologie, et aussi son inspiratrice dans son idéologie par sa participation à la création de la dianétique, qui deviendra plus tard, la Scientologie.
Née Sara Elizabeth Bruce Northrup en 1924, elle fut une personnalité notable de l'Ordo Templi Orientis (OTO) de Pasadena, une société secrète qu'elle a rejointe à l'adolescence et où elle est appelée « Soror [Sœur] Cassap ». Personnalité sulfureuse, elle a entre 1941 et 1945, une relation amoureuse avec le mari de sa sœur, John Whiteside Parsons, le chef de la branche de l'OTO de Pasadena. Bien qu'appréciée au sein de l'ordre, elle a une réputation de perturbatrice qu'Aleister Crowley — fondateur du mouvement — dénonce publiquement en la surnommant « vampire ». En 1945, elle rencontre L. Ron Hubbard à l'OTO, a une relation avec lui et s'enfuit secrètement avec les économies de l'ordre. Un an plus tard, Hubbard, bien que toujours marié avec sa première femme Margaret Grubb, l'épouse. Elle devient donc la seconde femme dans un mariage polygame.
De 1948 à 1951, Sara joue un rôle important dans le développement de la dianétique, définie par Hubbard comme « une science moderne de santé mentale ». Elle est auditeur personnel de son mari, et avec celui-ci un des sept membres du bureau directeur d'origine de la dianétique. Leur séparation est violente : elle accuse Hubbard de violences domestiques, tandis que lui la dénigre et la dénonce plusieurs fois au FBI comme agent secret communiste. Malgré la période (maccarthysme), le FBI ne tient pas compte des déclarations d'Hubbard, le considérant comme un « malade mental »,. En 1951, le mariage de Sara Northrup est définitivement rompu. Cette séparation fait les gros titres des journaux de Los Angeles. Elle épouse plus tard un ancien employé d'Hubbard, Miles Hollister, déménage à Hawaï puis au Massachusetts, où elle meurt en 1997.

## Origines
Le grand-père maternel de Sara Nothrup, Malacon Kosadamanov (naturalisé en Nelson), est un immigrant russe émigré en Suède. Sa fille, Olga Nelson, mère de Sara, part de Suède pour les États-Unis et y aura cinq enfants.
Elle épouse en premières noces Thomas Cowley, un britannique employé de la Standard Oil. Le couple a trois filles. En 1923, la famille emménage à Pasadena. Cette destination aurait été choisie en utilisant un Ouija. Sara a une relation a la sexualité particulière ; sexuellement abusée par son père, emprisonné en 1928 pour fraude financière ; elle aurait été très tôt, sexuellement active, d'après elle, elle aurait perdu sa virginité à 10 ans.

## Sara et Jack Parsons

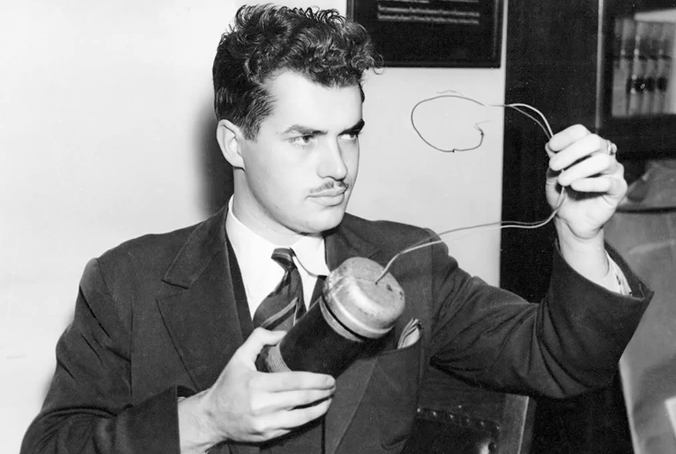
Jack Parsons en 1938.

En 1933, à 22 ans, Helen, la sœur de Sara, rencontre Jack Parsons un chimiste expert en propulsion de fusée alors âgé de 18 ans. Jack Parsons est aussi un étudiant consciencieux et un pratiquant de l'occultisme. Helen et Jack se fiancent en juillet 1934 et se marient en avril 1935.
En 1939, l'intérêt de son beau-frère pour les sciences occultes conduit Jack Parsons, Helen et Sara à rejoindre la branche de Pasadena de l'Ordo Templi Orientis (OTO). Elle n'a encore que 15 ans quand elle emménage avec sa sœur Helen et son mari Jack. Jack Parsons possède un hôtel particulier, voisin de la maison d'Adolphus Busch (en) au 1003 South Orange Avenue à Passadena, dans lequel il a aménagé 19 appartements occupés par un mélange d'artistes, d'écrivains, et de chercheurs en sciences occultes. Les parents de Sara connaissent et soutiennent financièrement le mode de vie non conventionnel du groupe de Jack Parsons.
En 1941, à la demande de Jack Parsons, Sara rejoint l'OTO et prend le nom de « Soror [Sœur] Cassap ». Elle gravi les échelons de l'ordre et devient membre du second degré ou, « Magicienne de l'OTO ».

### Liaison avec le mari de sa sœur
En juin 1941, à 17 ans, elle entame une liaison avec le mari de sa sœur alors que celle-ci est en vacances. L'accueil des autres membres de la loge n'est pas très chaleureux ; George Pendle (en) la décrit comme : « fougueuse, non apprivoisée, fière et entêtée, elle faisait un mètre soixante-quinze avec un corps souple, des cheveux blonds et extrêmement franche »,.
À son retour de vacances, sa sœur trouve Sara portant ses vêtements et s'appelant elle-même « nouvelle-femme » de Parsons. Une telle attitude est expressément permise au sein de l'OTO, Crowley considérant le mariage comme une « détestable institution » ; l'ordre considère comme normal l'échange de partenaires entre membres de l'OTO.
Même si l'attitude de Sara n'est pas réprouvée dans sa communauté religieuse, l'échange du rôle d'épouse entre les sœurs, conduit Sara et Helen au conflit. Parsons ne délaisse pas pour autant Helen a qui il attribue certaines qualités. Parsons se comporte différemment avec Sara et avec Helen. En face-à-face, Parsons déclare à Helen, qu'il préfère sexuellement Sara :

« C'est un fait, je n'y peux rien. Je suis mieux adapté à son tempérament - nous nous entendons bien. Votre caractère est supérieur. Vous êtes une plus grande personne. Je doute qu'elle ferait face comme vous le faites avec moi - ou me soutiendrait aussi bien,. »

Quelques années plus tard, s'adressant à lui-même, Parsons se dit que son histoire avec Sara (qu'il appelle Betty) marque un moment décisif dans sa pratique de la magick :

« Betty a permis de réaliser un transfert d'Helen à une période critique... Votre passion pour Betty vous a aussi donné la force magique nécessaire à l'époque, et l'acte d'adultère teinté d'inceste, vous a servi de confirmation magique dans la loi de Thelema,. »

Helen est beaucoup moins positive. Elle écrit dans son journal : « La plaie que je porte là où mon cœur devrait être »,. Elle a de furieuses – parfois violentes – disputes avec Parsons et Sara puis entretien une liaison avec Wilfred Smith, le mentor de Parsons dans l'OTO. En 1943, elle accouche d'un garçon qui porte le nom de famille de Parsons mais dont le père est plus certainement Smith.
Sara tombe aussi enceinte mais avorte le 1er avril 1943. L'opération est organisée par Parsons,.

### Tensions au sein de la communauté
À la suite du changement d'épouse, des tensions naissent dans la maison, tandis que des membres de l'OTO se montrent hostiles face à Sara. Aleister Crowley appelle même Sara « le chat de gouttière », après qu'une connaissance commune lui ait dit que Parsons était attiré vers elle comme « un petit chien errant collant sa truffe sur l'arrière-train d'un chat de gouttière »,. Terminant son discours en la qualifiant de vampire « de forme primaire ou de démon en forme de femme » qui a cherché « à attirer le Candidat vers sa destruction ». Il prévient que Sara est un grand danger pour Parsons et la « Grande œuvre » de l'OTO en Californie.
D'autres membres de l'OTO expriment des plaintes similaires : Karl Germer (en), chef du bureau des États-Unis de l'OTO la qualifie d'« épreuve envoyée par les dieux ». Son comportement qualifié de perturbateur scandalise Fred Gwynn, un nouveau membre de l'OTO, résidant de la maison de Parsons : « Betty utilisait des méthodes invraisemblables pour perturber les réunions générales [de l'OTO] organisée par Jack. Si elle n'arrivait pas à annuler les réunions en organisant des rencontres avec des personnes-clefs elle, ou son cercle d'amis, sortait dans un bar et ne cessait d'appeler en demandant à certaines personnes de venir au téléphone »,.

## Sara et L. Ron Hubbard

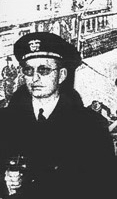
L. Ron Hubbard en 1943 en habits militaires, ', 22 4 1943, anciens marins chasseurs de U-boats.

En août 1945, à 21 ans Sara rencontre pour la première fois L. Ron Hubbard qui en a 34. Il n'est encore qu'un écrivain de science-fiction publiant dans des magazines bon marché (pulp fiction) et dont la carrière a été suspendue par la guerre. Il visite la maison de Parsons à la demande de Lou Goldstone, un célèbre illustrateur de science-fiction, pendant une permission de l'US Navy et cherche à passer pour un militaire émérite.

### Rencontre entre Sara et L. Ron Hubbard
Parsons semble apprécier immédiatement Hubbard et l'invite à rester dans la maison pour la durée de son congé. Hubbard a rapidement une histoire avec Sara, non sans avoir d'abord eu « une histoire avec une fille après l'autre dans la maison »,. Il a une silhouette impressionnante surmontée par des lunettes noires et une canne avec une poignée en argent, dont la nécessité proviendrait de son expérience militaire. Sara déclara plus tard : « Il n'était pas seulement un écrivain, c'était aussi le capitaine d'un navire coulé dans la Pacifique. Il avait passé des semaines sur un radeau, rendu aveugle par le Soleil, son dos a été cassé »,. Elle est persuadée de tout ça, mais toutes ses affirmations — bravoure de guerre et blessures — ne sont que des affabulations d'Hubbard.

### Réaction de Parsons
Parsons est profondément touché par la situation mais il tente de faire bonne figure. Il informe Aleister Crowley :

« Il y a environ trois mois, j'ai rencontré le Capitaine L. Ron Hubbard, un écrivain et explorateur dont j'avais déjà entendu parler... C'est un gentleman ; il a les cheveux roux, les yeux verts, est honnête, intelligent, et nous sommes devenus de grands amis. Il a emménagé dans ma maison, il y a environ deux mois et bien que Betty et moi ayons toujours de l'affection, elle a transféré son affection sexuelle à Ron.
Je pense avec fait un magnifique bénéfice. Betty et moi, sommes toujours les meilleurs amis, il n'y a donc que peu de pertes. Je me suis attaché à elle assez profondément mais je ne désire pas contrôler ses émotions, et je peux, je l'espère, contrôler les miennes. J'ai besoin d'un partenaire en magick. J'ai tellement d'expériences à réaliser. »

Hobbard devient le « partenaire magick » de Parsons dans des rituels de sexe magick dont l'objectif est de convoquer une déesse. Bien qu'ils s'entendent mieux que d'autres occultistes, les tensions entre les deux hommes étaient apparentes dans leur vie privée. Hubbard et Sara ne faisaient pas de secret de leur relation. Un habitant de la maison de Parsons décrit comment il a vu Hubbard « dépasser la générosité de Parsons, s'affichant avec sa petite amie, juste en face de lui. Des fois, quand ces deux là étaient ensemble à table, leur hostilité était presque visible »,.

### Création d'une entreprise

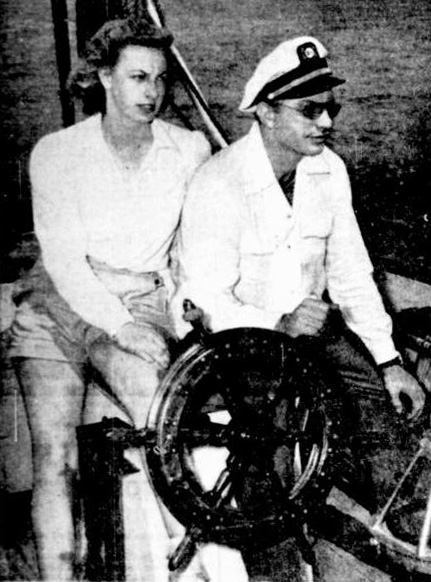
Hubbard et Sara à bord de la goélette Blue Water II, Miami, Floride, juin 1946.

Malgré les tensions entre les deux, Hubbard, Sara et Parsons se mettent d'accord en 1946 pour se lancer ensemble en affaire. Ils achètent des bateaux sur la Côte est et naviguent jusqu'en Californie, où ils vendent le bateau et font un profit. Ils commencent leurs affaires le 15 janvier 1946, sous le nom Allied Enterprises. Parsons investi 20 000 $ dans l'entreprise, Hubbard ajoute 1 200 $ et Sara n'ajoute pas de capital. Vers la fin du mois d'avril, Hubbard et Sara quittent la Floride avec 10 000 $ provenant d'Allied Enterprises pour acheter le premier yacht de la société. Les semaines passent, pas de nouvelles d'Hubbard. Louis Culling, un membre de l'OTO, écrit à Karl Germer pour expliquer la situation :

« Comme vous le savez peut-être déjà, Frère John a signé un accord de partenariat commercial avec ce Ron et cette Betty dans lequel toutes leurs économies sont partagées également entre les trois. Pour autant que je sache, Frère John y a mis en tout son argent... Alors que, Ron et Betty ont acheté un bateau pour eux-mêmes à Miami pour environ 10 000 $ et vivent une vie de rêve, tandis que Frère John est au bord du trou. Il semble que, dès l'origine, ils n'ont jamais eu l'intention d'amener ce bateau sur la côte californienne pour le vendre, comme promis à Jack, mais plutôt de l'utiliser pour s'amuser sur la côte est,. »

Louis Culling ayant informé Karl Germer. Karl Germer informe Crowley. Crowley répond :

« Il m'a été communiqué une information sur notre fraternité en Californie. Parsons aurait eu une illumination par laquelle il aurait perdu tous ces biens. D'après nos frères, il a perdu sa copine et son argent. Apparemment, il s'agit d'une arnaque ordinaire,. »

### Réaction de Parsons

Cauda Draconis ou queue du dragon, figure géomantique de Bartzabel.

Au début, Parsons tente d'obtenir réparation de son préjudice en utilisant la magie. Il invoque un « rituel mineur de bannissement du Pentagramme (en) » pour punir Hubbard et Sara. Il attribua à son sort, l'échec du couple d'une tentative de lui échapper :

« Hubbard a tenté de m'échapper en naviguant à 17 heures. J'ai donc effectué une évocation complète à Bartzabel [l'esprit de Mars ou la guerre] dans le cercle à 20 heures. Dans le même temps, pour autant que je puisse vérifier, son navire a été frappé par un coup de vent au large des côtes, qui a arraché ses voiles et le força à retourner au port, où je pris le bateau en gage... Me voilà à Miami poursuivant les enfants de ma folie ; ils ne peuvent pas partir sans aller en prison. Cependant, je crains que la plupart de l'argent n'ait déjà été dissipé. »

Plus tard, Sara se souviendra que le bateau a été gravement endommagé par un ouragan dans le canal de Panama, rendant le trajet jusqu'en Californie impossible.
Par la suite, Parsons utilisa des moyens plus conventionnels. Le 1er juillet 1946, il poursuivit le couple devant la cour du comté de Dade. Dans son mémoire, il accuse Hubbard et Sara d'avoir enfreint les clauses de leur partenariat en dissipant les actifs en commun et en tentant de s'enfuir. Sept jours plus tard, l'affaire est réglée en dehors des tribunaux. Hubbard et Sara acceptent de rendre une partie de son argent à Parsons. Parsons accepte de leur laisser le navire nommé Harpoon. Le bateau est rapidement vendu pour soulager les dettes du couple. Sara réussit à dissuader Parsons de les poursuivre en justice en menaçant de révéler leur relation passée qui a commencé alors qu'elle était encore mineure.

### Officialisation du couple de Sara-Hubbard et point de vue des collègues d'Hubbard
La relation d'Hubbard avec Sara, bien que commencée à l'âge légal, causait bien du souci aux amis d'Hubbard ; Virginia Heinlein, la femme de l'écrivain de science-fiction, Robert Heinlein, considérait Hubbard comme « un cas très triste de dépression d'après-guerre » et Sara comme sa « dernière tigresse mangeuse d'homme »,.
Ces tentatives pour obtenir une meilleure pension du Département des Anciens combattants des États-Unis révèlent ses difficultés financières. Il déclare être victime d'une variété de maux différents qui l'empêcheraient de trouver un travail. Il persuade Sara de se présenter comme une vieille amie pour appuyer ses demandes par écrit. Dans une de ces lettres, elle affirme de manière mensongère, « connaître Lafayette Ronald Hubbard depuis de nombreuses années » et décrit son supposé état de santé d'avant-guerre. Ses problèmes de santé et émotionnels sont révélées par un autre document, plus privé, surnommé Les Affirmations (en). Il doit avoir été écrit entre 1946 et 1947 dans le cadre d'un programme d'auto-hypnose. Le point le plus intéressant du document dévoile ses difficultés sexuelles avec Sara, qui l'obligent à prendre des compléments de testostérone.
Il écrit :

« Sara, ma tendre amie, est jeune, belle et désirable. Nous sommes heureux ensemble. Je la satisfait physiquement jusqu'à qu'elle pleure à la moindre séparation. Je la désire toujours. Mais j'ai 13 ans de plus qu'elle. Elle a du sex-appeal. Ma libido est si basse, je la regarde dénudée,,. »

Vers la même époque, il demande Sara en mariage. D'après les souvenirs de Sara, elle a refusé à plusieurs reprises, il menaça donc de se suicider. Elle lui répondit : « D'accord, je vous épouse, si cela peut vous sauver »,. Le 10 octobre 1946, au milieu de la nuit à Chestertown, Maryland, ils se marient. Pour cela, ils réveillent le pasteur et sa femme et demandent à la gouvernante à devenir leur témoin. Ce fut bien plus tard que Sara découvrit qu'Hubbard n'avait jamais divorcé de sa précédente femme, Margaret "Polly" Grubb. Hubbard devient donc polygame. Ironiquement, la cérémonie eu lieu à seulement 30 miles de la ville, où Hubbard avait épousé sa première femme, treize ans auparavant.
La noce fut critiquée par L. Sprague de Camp, un autre auteur de science-fiction, collègue d'Hubbard, il déclara à Heinlein — qui critiquait déjà la relation entre Sara et L. Ron — :

« Polly était bien ennuyeuse de ne pas lui accorder le divorce pour qu'il puisse se marier avec six autres filles bien chaudes et humides. Combien de filles est en droit d'avoir un homme dans sa vie ? Peut-être devrait-il se réincarner en lapin, ? »

### Installation du couple Sara-Hubbard
Le couple déménagea plusieurs fois l'année suivante – d'abord à Laguna Beach, puis à l'Île Santa Catalina, à New York, à Stroudsburg et enfin, dans la maison de la première femme d'Hubbard à South Colby, Washington (en). Polly Hubbard avait demandé le divorce pour abandon de domicile et abandon de famille. Elle n'était pas au courant que son futur ex-mari vivait avec Sara et encore moins qu'il l'avait épousée. L'arrivée d'Hubbard et de Sara, trois semaines après le divorce, a profondément scandalisé la famille de Hubbard, qui désapprouve le traitement imposé à Polly. Sara ne savait pas que Hubbard avait déjà été marié, ni pourquoi les gens la traitaient de manière si étrange, jusqu'à ce que son fils, L. Ron Hubbard Jr., lui raconte que ses parents étaient encore mariés. Elle tenta de fuir sur un ferry, Hubbard la rattrapa, et la convainquit de rester, affirmant qu'il était en train d'obtenir un divorce et qu'un avocat lui avait dit que son mariage avec Sara était légal. En juillet 1947, le couple emménage dans une remorque louée à North Hollywood, dans laquelle Hubbard passe son temps à écrire des histoires pour des magazines de science-fiction.
Leur relation n'était pas parfaite. D'après Sara, Hubbard commença à la battre quand ils s’installèrent en Floride à l'été 1946. Le père de Sara venait de mourir et le chagrin de Sara semblait exaspérer Hubbard qui cherchait à relancer sa carrière d'écrivain laissée de côté depuis la guerre. Il était en conflit avec un groupe d'écrivains et faisait pression sur Sara pour qu'elle lui fournisse des idées de romans, voire qu'elle l'aide à rédiger certaines histoires. Elle dira plus tard : « Je cherchais à l'amuser avec des intrigues qu'il reprenait dans ses romans. J'aime inventer des histoires. La série Ole Doc Methuselah a été faite comme ça. ». Une nuit, quand ils habitaient à Stroudsburg à côté d'un lac gelé, Hubbard la frappa au visage avec son pistolet calibre.45. Elle déclara plus tard : « Je me suis levée, je suis sortie de la maison, j'ai marché sur le lac glacé car j’étais terrifiée. ». Malgré le choc et l’humiliation, elle se sentit obligée de revenir avec Hubbard. Il était très déprimé et la menaça plusieurs fois de se suicider. Sara croyait : « Il doit beaucoup souffrir, sinon il n'agirait pas ainsi »,.

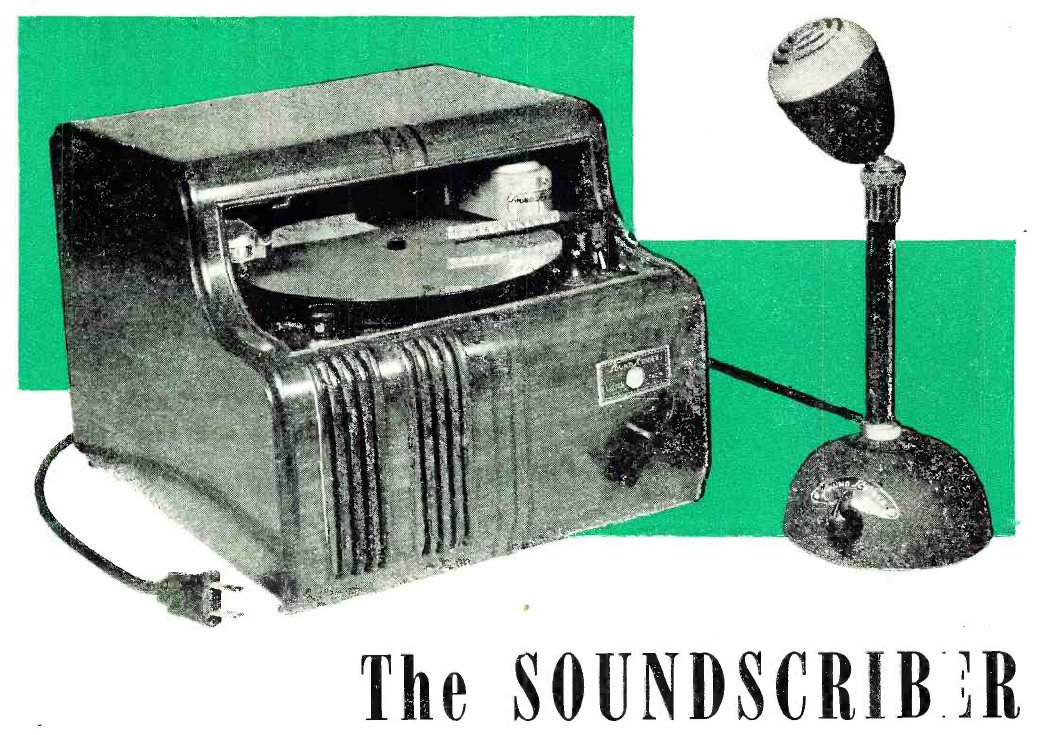
Dictaphone de l'époque, modèle SoundScriber de 1945, peut-être similaire à celui de Hubbard.

En août 1948, Hubbard est condamné pour vol mineur à San Luis Obispo, le couple déménage à Savannah en Géorgie. Hubbard informe son ami, Forrest J. Ackerman, qu'il a acquis un dictaphone dans lequel « elle enfermait son esprit » transcrivant non seulement des romans mais aussi son livre sur « la cause et le remède de la tension nerveuse »,. Ceci devient finalement, la première version du livre d'Hubbard, Dianetics: The Modern Science of Mental Health, qui marqua la fondation de la Dianétique puis de la Scientologie.

## Sara et la dianétique
La version finale du livre Dianetics est écrite à Bay Head, New Jersey dans un chalet fournit par l'éditeur de science-fiction, John W. Campbell. Sara, au début de sa grossesse, semble ravie de son nouveau lieu de résidence. En trois ans de mariage avec Hubbard, elle a habité dans sept États différents et n'est jamais restée plus de quelques mois dans le même endroit. Elle accouche le 8 mars 1950 d'une fille, Alexis Valerie. Un mois plus tard, Sara est nommée directrice de la toute nouvelle fondation pour la recherche dianétique Hubbard à Elizabeth, New Jersey, une organisation fondée pour promouvoir la connaissance de la dianétique. Les Hubbard déménagent dans une nouvelle maison à Elizabeth près de la fondation. Sara devient l'auditeur personnel (en) de son mari (conseillère en dianétique) qui la nomme première personne dianétiquement « Claire ».

### Succès immédiat

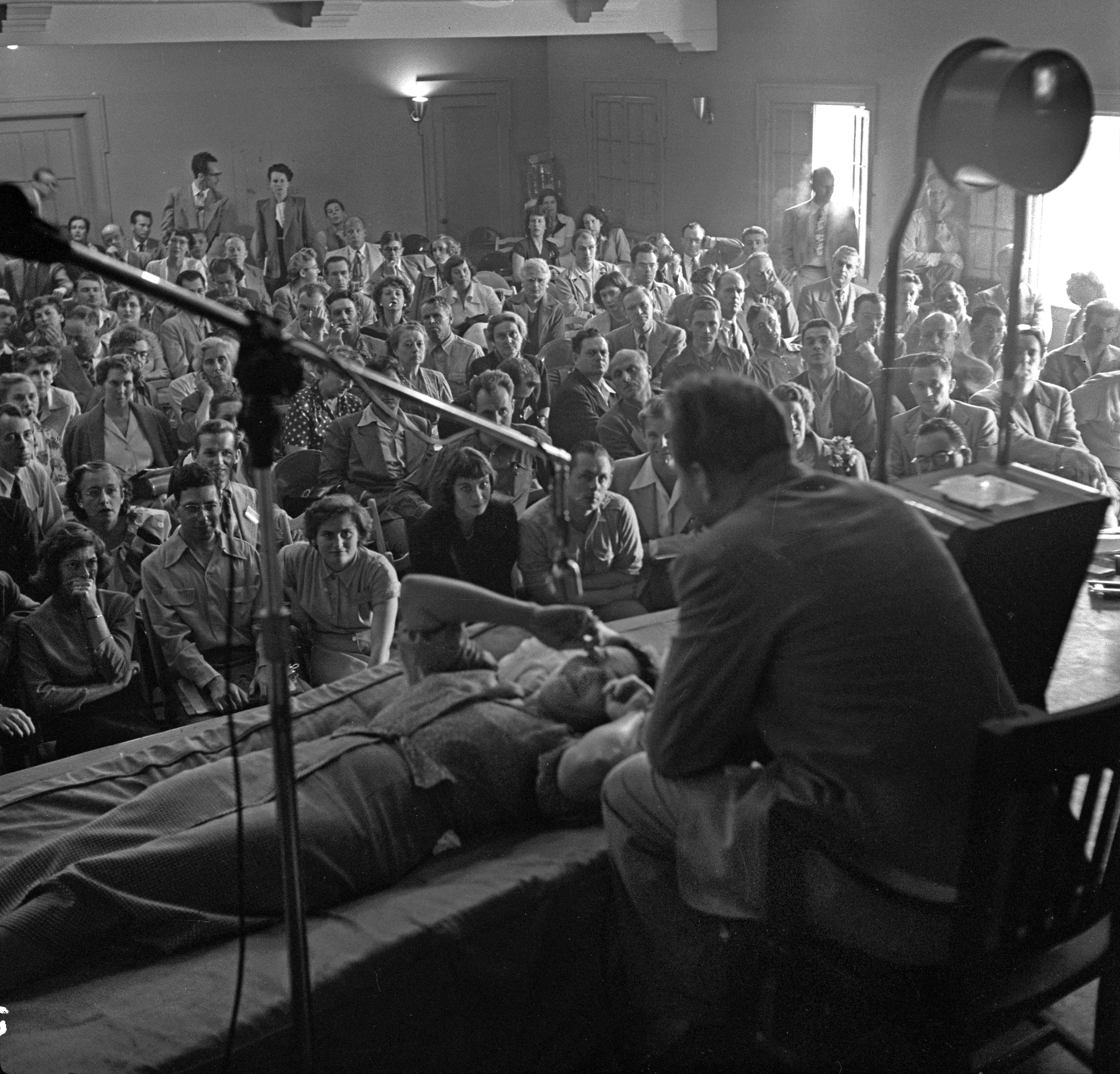
Hubbard, séminaire de dianétique, 1950.

Publié en mai 1950, Dianetics bat des records de vente. 2 mois après sa sortie en librairie plus de 55 000 exemplaires du livre sont vendus et 500 groupes de dianétique sont formés à travers les États-Unis. La fondation pour la dianétique avait d'importantes rentrées d'argent mais les problèmes étaient déjà manifeste : l'argent entrait aussi vite qu'il sortait ; ni la gestion financière, ni les dépenses d'Hubbard n'étant réellement contrôlées. Sara se souvient : « Il se déplaçait avec beaucoup d'argent dans sa poche. Je me souviens être passée devant un concessionnaire Lincoln, j'admirais une de ces grosses Lincoln qu'il avait. Il marcha droit dans sa direction, et me l’acheta, en liquide ! »,.

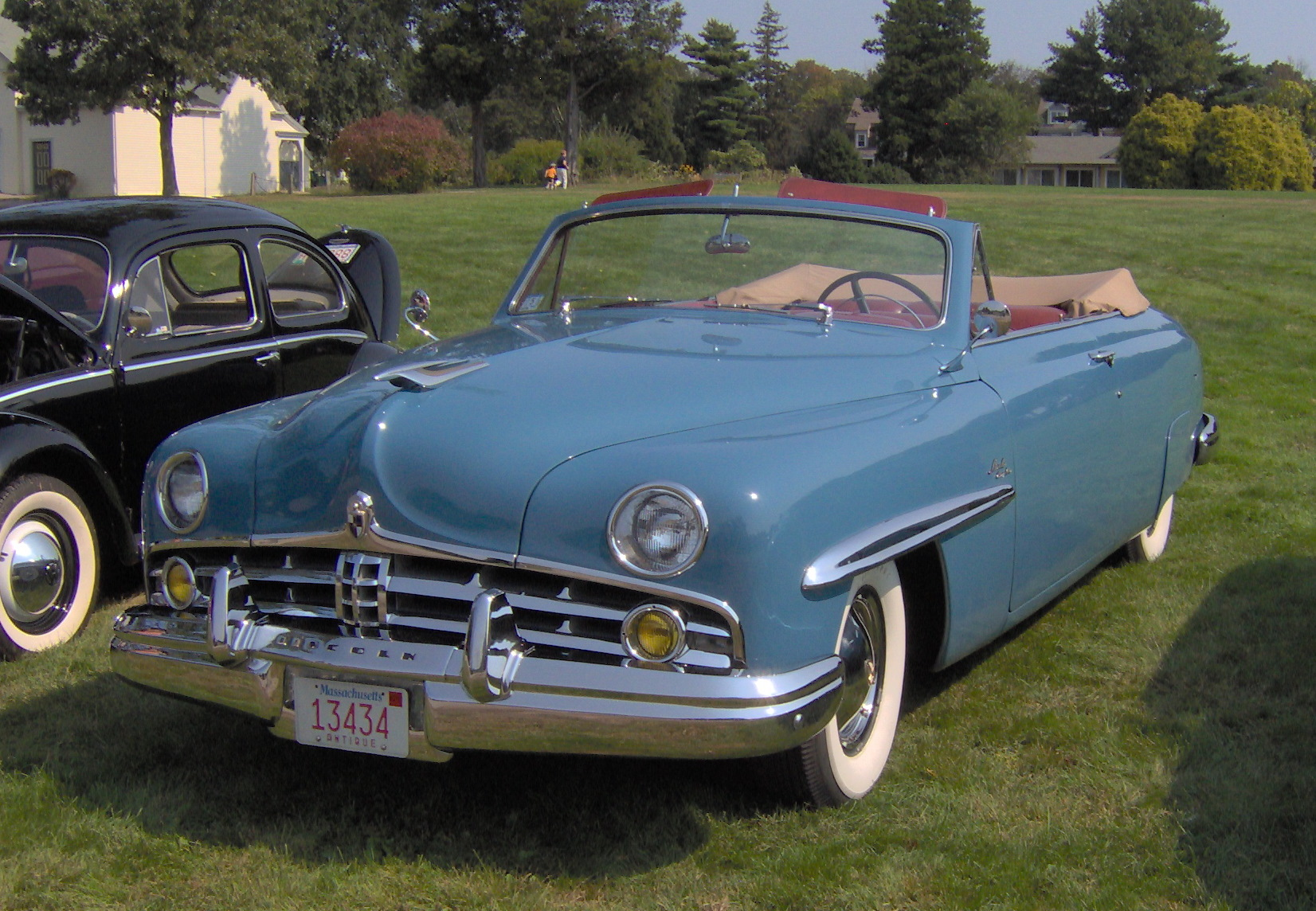
Lincoln Cosmopolitan, modèle convertible de 1949, peut-être le modèle acheté par Hubbard.

### Répercussions du succès de la dianétique sur le couple
En octobre, les affaires financières de la fondation avaient atteint le paroxysme de la crise. D'après l'assistante des relations publiques d'Hubbard, Barbara Klowdan, Hubbard est devenu de plus en plus paranoïaque et autoritaire en raison de « problèmes politiques et organisationnels avec des personnes cherchant à s'approprier du pouvoir »,. Cette assistante, alors âgée de 20 ans, était aussi sa maîtresse, au grand dam de Sara, qui était clairement au courant de la liaison. Klowdan se souvient que Sara : « était vraiment hostile à moi. Nous parlions d'armes et elle me dit que j'étais du genre à utiliser un Saturday night special (en) [une arme pas chère, utilisée par les drogués] »,. Un soir, Ron organise un repas avec lui accompagnée de sa femme et Klowdan, accompagnée de Miles Hollister, un instructeur de la fondation de dianétique de Los Angeles. Le diner ne pris pas fin comme il le voulait ; Sara commença une liaison avec Hollister, un beau jeune-homme de 22 ans, ayant fait des études supérieures, et sportif classé.
Le mariage battait de l’aile. Sara et Hubbard se disputaient souvent, et son comportement violent envers elle ne faiblit pas. Une fois, alors que Sara était enceinte, Hubbard la frappa plusieurs fois de suite dans le ventre avec la volonté — infructueuse — de provoquer un avortement. Elle témoigne ; « avec ou sans raison, il avait toujours des irruptions de violence. Les veines de son front gonflaient et il me frappait tout d'un coup, brisant mon tympan d'un seul coup. Je me sentais si coupable, il devait être psychologiquement ravagé. Il avait tant donné pour notre pays et je n'arrivais même pas à lui procurer la tranquillité de l'esprit. Je croyais profondément que c'était un homme d'honneur, qu'il avait sacrifié sa santé à la Nation... Il ne m'a jamais avoué qu'il avait menti »,. Il m'a dit qu'il ne souhaitait pas se marier car « je peux acheter mes ami[e]s quand je les désire » mais qu'il ne pourrait divorcer, car la stigmatisation nuirait à sa réputation. Il lui déclara, que si elle l'aimait vraiment, elle n'avait qu'à se suicider.
Klowdan se souvient ; « Il était très négatif vis-à-vis de sa femme. Il m'a raconté comment il a rencontré Sara. Il m'a dit qu'il est allé à une fête, il a bu et quand il s'est réveillé le matin, il a trouvé Sara dans le lit avec lui. Il avait de nombreux problèmes avec elle. Je me souviens qu'il m'a dit que j'étais la seule personne qui savait qu'il serrait mis une tente de soie blanche pour lui. Je fus un peu surprise, quand un dimanche soir, avec moi dans la voiture, sur le chemin du retour de LA, il s'arrêta chez un fleuriste et acheta des fleurs pour sa femme »,. En novembre 1950, Sara fit une tentative de suicide médicamenteuse. Hubbard accusa Klowdan d'être responsable de cette tentative, et lui dit de l’oublier, lui et la fondation. Un mois plus tard, il retourne avec Klowdan.

### Tentatives d'Hubbard pour sauver son mariage
En janvier 1951, Hubbard fait une tentative pour sauver son mariage. Il invite Sara et son bébé Alexis, à Palm Springs, où il loue une maison. La situation redevient rapidement tendue. D'après Richard de Mille, neveu du réalisateur Cecil B. de Mille : « Il y avait de nombreux troubles et dissensions au sein de la fondation à l'époque. Il continuait à accuser les communistes de vouloir prendre le contrôle et avait des difficultés avec Sara. Il était clair que leur mariage se disloquait : elle devenait très critique envers lui, et, il m'a dit qu'elle couchait avec Hollister, il n'avait plus confiance en elle »,. Hubbard accompagné de Mille et un autre dianétiste, Dave Williams, tentent de la convaincre de rester avec lui. John Sanborne, employé d'Hubbard pendant de nombreuses années raconte :

« Plus tôt (avant le divorce), il a fait une stupide tentative de laver le cerveau de Sara pour qu'elle lui obéisse. Il l'a attachée sur une chaise, l’empêchant de dormir, essayant d'utiliser sur elle les principes de la dianétique noire. Lui répétant encore et encore, ce qu'il voulait qu'elle fasse. Des choses comme : Soit une bonne épouse, ait une gentille famille, ne divorce pas. Ou d'autres trucs. Il y avait Dick de Mille, à côté d'elle, pour réciter jour et nuits, ces phrases,. »

### Réactions de Sara
Sara est allée voir un psychiatre pour obtenir un avis médical sur le comportement de plus en plus violent et irrationnel d'Hubbard. On lui a répondu qu'il avait probablement besoin d'être hospitalisé et qu’elle était en danger. Elle donna à Hubbard un ultimatum : fais-toi soigner ou je pars avec le bébé. Il était furieux et menaça de tuer Alexis plutôt que de laisser Sara s'en occuper : « Il ne voulait pas qu'elle soit élevée par moi parce que j'étais en cheville avec les médecins. Il pensait que je m'étais vendue aux psychiatres, aux diables »,. Le 3 février, elle quitte Palm Springs, laissant Hubbard expliquer que Sara : « l'avait hypnotisée dans son sommeil, et ordonné de ne pas lui écrire »,.

## Enlèvement par Hubbard
Trois semaines plus tard, Hubbard enlève Sara et Alexis. La nuit du 24 février 1951, Sara sort au cinéma et confie sa fille à John Sanborne. Hubbard vient et prend l'enfant. Quelques heures plus tard, il retourne avec deux des membres de l'équipe de la dianétique et déclare à Sara, rentrant dans son appartement : « Nous avons Alexis et vous ne la reverrez jamais vivante, sauf si vous venez avec nous »,. Elle est conduite à l'arrière d'une voiture à San Bernardino, Californie, où Hubbard tente de trouver un médecin pour examiner sa femme et la déclarer folle. N'arrivant pas à son but, il la relâche à l'aéroport international de Yuma (en) à la frontière de l'Arizona. Il lui promet de lui dire où est Alexis si elle signe un papier disant qu'elle est partie avec lui volontairement. Sara s'exécute mais Hubbard ne tient pas promesse et s'envole pour Chicago, où il a trouvé un psychologue pour écrire un rapport favorable sur son état mental et réfuter les accusations de Sara. Au lieu de dire à Sara où est Alexis, il lui téléphone et lui dit : « Je l'ai coupée en petit morceaux que j'ai jetés dans la rivière. J'ai vu ces petits bras et ces petites jambes flotter dans la rivière. C'est de ta faute, tu n'aurais pas dû me quitter »,.

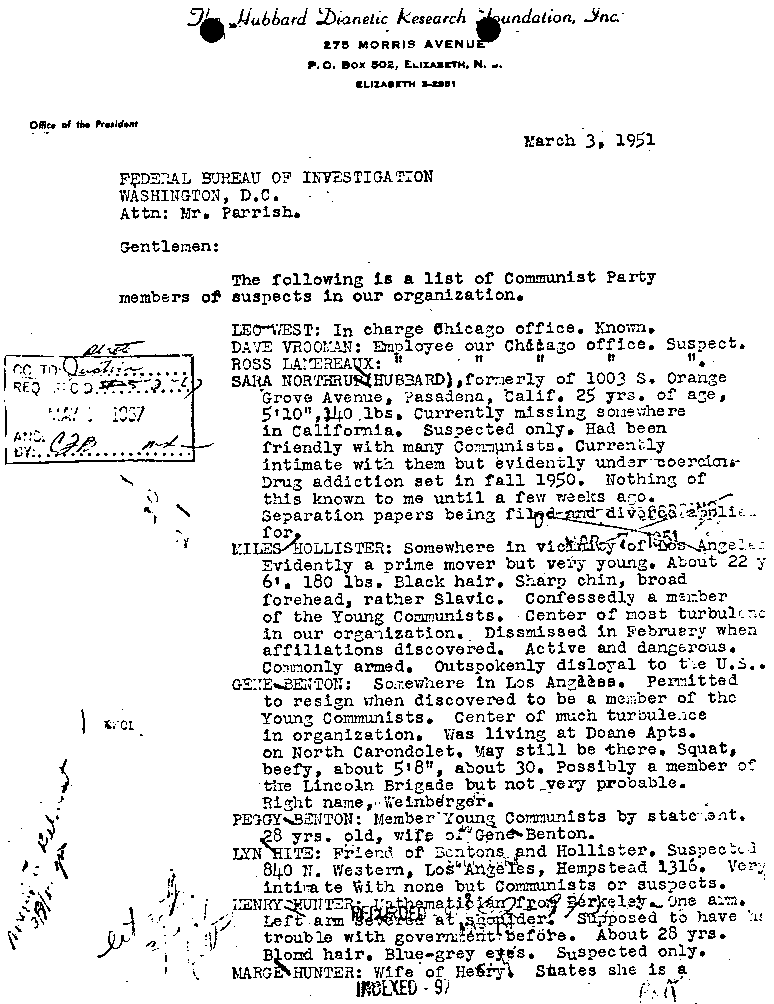
Lettre de L. Ron Hubbard envoyée au FBI, le 3 3 1951, dénonçant le prétendu communisme de sa femme et de son amant.

Ensuite, Hubbard retourne au siège de la fondation à Elizabeth, New Jersey. Il écrit une lettre informant le FBI que Sara et son amant, Miles Hollister (qu'il a exclus de la fondation, et d'après Hollister, menacé de tuer) sont parmi la quinzaine de « reconnus ou suspectés communistes » de son organisation. Il écrit :

« SARA NORTHRUP (HUBBARD) : anciennement au 1003 S. Orange Grove Avenue, Pasadena, Calif. 25 ans, 5'10", 140 lbs. Actuellement recherchée, quelque part en Californie. Suspect uniquement. Est amicale avec de nombreux communistes. Actuellement intime avec eux, mais manifestement sous la contrainte. Toxicomane depuis l’automne 1950. J'ai appris tout cela il y a quelques semaines. Séparation et divorce en cours.
MILES HOLLISTER : quelque part dans les environs de Los Angeles. De toutes évidences instigateur principal et très jeune. Environ 22 ans, 6', 180 lbs. Cheveux noirs. Menton aiguisé, front large, type slave. A admis être un membre des jeunesses communistes. Origine de la plupart des perturbations de notre organisation. Renvoyé en février quand sympathies découvertes. Actif et dangereux. Se déplace armé. Clairement déloyal aux États-Unis,. »

En mars, Hubbard envoie une autre lettre. Il raconte au FBI que Sara est une communiste et une drogué. Il offre 10 000 $ de récompense à la personne qui résoudra les problèmes de Sara à l'aide de la dianétique.
De retour à la maison, Sara dépose une plainte pour enlèvement dans un commissariat de Los Angeles, où l'affaire est traitée comme une simple dispute familiale. Elle recherche Alexis, toute seule pendant 6 semaines, puis dépose un writ d'habeas corpus en avril 1951 auprès de la court supérieure de Los Angeles (en), demandant le retour d'Alexis. L'affaire fait immédiatement les gros titres des journaux : « Le fondateur d'un culte accusé d'enlèvement d'enfant », « Le dianéticien Hubbard accusé du complot pour enlèvement de sa femme », et « L'auteur de la dianétique accusé d'avoir dissimulé son bébé »,. Hubbard s'envole pour Havana, Cuba, où il écrit une lettre à Sara :

« Chère Sara

Je suis hospitalisé dans un hôpital militaire cubain. La semaine prochaine, je serai transféré aux États-Unis comme scientifique secret immunisé contre toutes les interférences.

Je serai donc hospitalisé longtemps, Alexis est très bien soignée. Je la vois tous les jours. Elle est ma raison de vivre.

Mon esprit n'a jamais cédé sous le poids de tout ce que vous avez fait et avez laissé faire, mais mon corps si.

Mon côté droit est paralysé et la paralysie s'étend. J'espère que mon cœur tiendra. Peut-être que je vivrai longtemps, ou pas. Mais la dianétique vivra encore 10 000 ans - maintenant que l'armée et la Navy l'utilisent.

J'ai changé mon testament. Alexis héritera de ma fortune si elle reste avec moi ; si elle va avec vous, elle n'aura rien. J'espère vous voir une dernière fois.

Au revoir - Je vous aime.

Ron},,. »

En réalité, pendant ce temps, Hubbard fait une demande infructueuse d'assistance auprès de l'attaché militaire de la Havane. L'attaché ne fait pas droit à la demande. Il a interrogé le FBI pour un complément d'informations. On lui répond qu'Hubbard a été interrogé mais que « l'agent responsable de l’entretien, considère Hubbard comme un cas psychiatrique »,. Le 19 avril, Barbara Klowdan écrit dans son journal qu'Hubbard qui lui a téléphoné de Wichita et dit qu'« il n'était pas légalement marié. Sa première femme n'a pas obtenu le divorce avant 1947 et il s'est marié en 1946. D'après lui, Sara était une droguée qui avait été à Tahatchapie (une prison pour femme dans le désert) »,. Quelques jours plus tard — toujours marié à Sara — il demande Klowdan en mariage.

## Divorce avec Hubbard

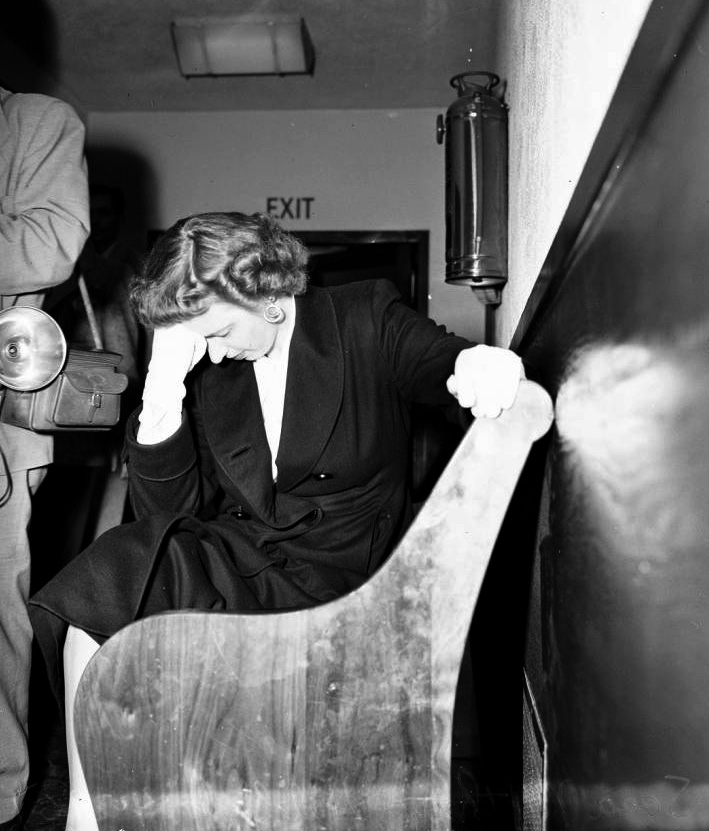
Sara, audience préliminaire, 24 avril 1951.

Sara demande le divorce le 23 avril 1951, accusant Hubbard d'être « d'une extrême cruauté et lui avoir provoqué une grande angoisse mentale et de la souffrance physique »,. Ces accusations enflamment les journaux : non seulement Hubbard est accusé de bigamie et d'enlèvement mais sa femme aurait été « méthodiquement et scientifiquement torturée par privation de sommeil, coups et strangulations ». En raison de sa « folle inconduite » elle était dans « la peur permanente de perdre la vie et celle de sa fille, qu'elle n'avait pas vu depuis deux mois »,. Elle a consulté des médecins qui « en ont conclu — d'après ses affirmations — que Hubbard était désespérément fou dangereux, qu'il n'y avait aucun espoir, et aucune raison pour elle d'en endurer plus. Ils ont recommandé qu'Hubbard soit conduit dans un sanatorium privé pour être mis en observation psychiatrique et traité pour la maladie mentale connue sous le nom de schizophrénie paranoïde »,.
L'avocat de Sara est une étoile montante du barreau de Californie nommée « Caryl Warner », qui surveille les intérêts de sa clients en la défendant aussi du côté des médias. L'affaire doit faire le plus de bruit possible. Il fait donc venir des femmes-journalistes judiciaires du Los Angeles Times et de l'Examiner, qui sont connues pour être des féministes de la première heure,. Plus tard, il déclarera au biographe non officiel d'Hubbard, Russell Miller :

« J'aime beaucoup Sara et Miles. Ils souhaitaient se marier, avoir une maison à Malibu et nous sommes devenus amis. Il n'y avait pas de formalités entre nous. Je suis sûr de la vérité de ce que m'a raconté Sara, il n'y a aucune zone d'ombre. Quand elle est venue la première fois cette horrible histoire disant que son mari avait enlevé son bébé, j'étais déterminé à l'aider autant que je pouvais. J'ai téléphoné à l'avocat d'Hubbard à Elizabeth et je l'ai averti : Écoute, trou du cul, si tu ne lui rends pas son bébé, je vais te faire brûler,. »

La demande en divorce contenant l'argumentation de Sara provoqua un déluge de mauvaise publicité pour Hubbard. Mais plus inattendu, elle suscita aussi une lettre de sa première femme, Polly, à Sara :

« Si je peux aider d'une quelconque façon, j'apprécierais - Vous devriez avoir la garde d'Alexis - Ron n'est pas normal. J'avais espéré que vous pourriez le soigner. Vos accusations semblent non crédibles pour une personne ordinaire - mais je suis passée par là - les coups, les menaces de mort, tous les traits sadiques dont vous l'accusez... Merci de me croire, je veux vous aidez à récupérer Alexis,. »

En mai 1951, Sara dépose une nouvelle plainte contre Hubbard, l'accusant de s'être enfuit à Cuba pour cacher des papiers des papiers de divorce que Sara aurait pu obtenir. Avec le temps, cependant, il a déménagé à Wichita, Kansas. L'avocat de Sara, dépose une nouvelle requête, demandant le gel des actifs qu'Hubbard a pu « cacher » à Wichita « mais qu'il aurait voulu ne pas être détecté avant qu'il quitte la ville »,. Hubbard a écrit une lettre au FBI dénonçant Sara en tant qu'agent secret communiste. Il accuse les communistes de détruire son commerce, ruiner sa santé et de retenir des preuves qui pourrait intéressées le gouvernement américain. Ses malheurs son causés par « une femme nommée Sara Elizabeth Northrup... que j'ai cru être ma femme, l'ayant épousée et, après un micmac sur un divorce, croyais être ma concubine »,. Il accuse Sara d'avoir conspirer son assassinat et décrit comment il a trouvé les lettres de Miles Hollister, « un membre des jeunesses communistes » à sa femme. Le réel motif de divorce de sa femme, déclare-t-il, est de prendre le contrôle de la dianétique. Il presse le FBI d'ouvrir une enquête sur « cette vermine communiste ou ex-communiste », en commençant par enquêter sur Sara :

« Je crois que cette femme est sous grande influence. Elle est née dans un climat criminel, son père a un casier judiciaire. Sa demi-sœur a été détenue dans un asile de fous. Elle a été membre d'une communauté prônant l'amour libre à Pasadena. Elle été en couple avec Jack Parsons, l'expert en propulsion de fusée durant la guerre quand elle l'a laissé, il est devenu une épave. De plus, grâce à Parsons, elle était étrangement intime avec de nombreux scientifiques de Los Alamo Gordos (Alamogordo au Nouveau-Mexique est le lieu de test de la première bombe atomique). Je ne savais pas, ou plutôt je n'avais pas réaliser ses choses avant que je ne penche sur la question. Elle doit avoir un dossier... Peut-être dans vos dossier criminels, ou dans le registre de police de Pasadena, vous allez trouver Sara Elizabeth Northrop, environ 26 ans, née le 8 avril 1925, environ 5'9", cheveux blonds-brun, mince,... Je n'ai ni motif ni envie de à me venger, je cherche à prendre du recul sur cette affaire. Je crois qu'elle est sous contrainte, ils doivent avoir quelque chose sur elle, je crois que si sous interrogatoire musclé, elle parlerais et ne nierais plus les évidences,. »

Heureusement pour Sara — cette période voit l'apogée du Maccarthysme et de la peur rouge — les allégations d'Hubbard semblent être ignorées par le FBI, qui a reçu sa lettre mais ne réalisa pas d'enquête complémentaire. En juin 1951, elle obtient finalement la promesse du retour d'Alexis en échange de l’annulation de sa demande de séquestre et de sa demande en divorce en Californie pour un divorce « garanti par L. Ron Hubbard »,. Elle le rencontre à Wichita pour résoudre la situation. Il lui dit qu'elle était dans un « état de folie complète » contrainte par l'hypnose d'Hollister et de sa « cellule communiste ». Jouant le jeu, elle lui répond, qu'il a raison et que le seul moyen pour qu'elle échappe à son pouvoir est de divorcer. Il lui réplique : « Tu sais, je suis un personnage public et toi, t'es rien. Alors si tu vas jusqu'au divorce, je t'accuse d'abandon, ça ne fera pas de mal à ma réputation »,. Elle accepte de signer l'accord, rédigé par Hubbard lui-même, elle rétracte les allégations qu'elle a fait au cours de la procédure :

« Moi, Sara Northrup Hubbard, déclare par la présente, que les choses que j'ai dit sur L. Ron Hubbard au tribunal et dans les journaux ont été largement exagérées ou sont entièrement fausses.

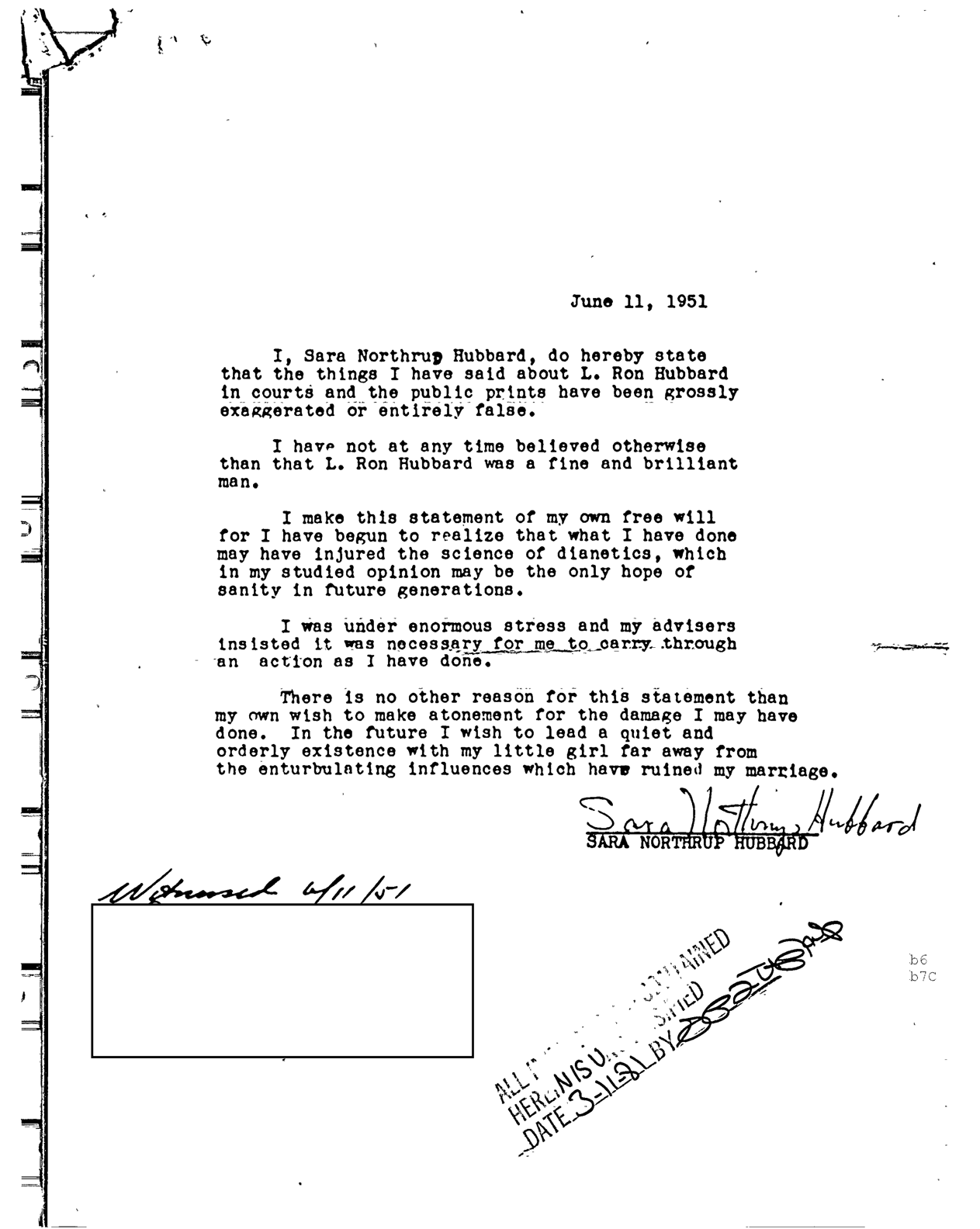
Document daté du 11 6 1951 signé par Sara comportant ses renonciations.

L. Ron Hubbard est un homme raffiné et intelligent, et je n'en ai jamais pensé autrement.

Je signe cette déclaration de ma propre volonté car j'ai réalisé que j'avais blessé la science de la dianétique, qui d'après mes recherches est le seul espoir de santé mentale des générations futures.

J'étais sous l’influence du stress et mes conseillers ont insisté sur le fait qu'il est nécessaire pour moi de faire cette action.

Il n'y a aucune autre raison à cette déclaration que mon propre désir d'expier les dommages que je peux avoir fait. Dans l'avenir, je souhaite mener une existence calme et ordonnée avec ma petite fille loin des influences enturbalantes qui ont ruiné mon mariage. 

Sara Northrup Hubbard,. »

Interrogée 35 ans plus tard, Sara déclara qu'elle avait signé la déclaration car « je pensais qu'en faisant ça, il me laisserais tranquille avec Alexis. Il était affreux. Je voulais juste me libérer de lui ! »,
Le 12 juin, Hubbard obtient l'enregistrement du divorce par la cour du comté de Sedgwick aux torts de Sara pour « manquement a ses devoirs et extrême cruauté » ayant causé à son futur ex-mari « une dépression nerveuse et une détérioration de sa santé »,. La cour n'apporte aucune preuve de sa déclaration mais confie la garde d'Alexis à sa mère et lui octroie une pension alimentaire de 200 $. Elle quitte Wichita, dès qu'Alexis lui est confiée. Les retrouvailles avec sa fille, sont incertains jusqu'à la dernière minute. Hubbard a des doutes, il ne sait pas s'il doit laisser sa fille partir. Il conduit néanmoins Sara et Alexis à l'aéroport local. Sara le convainc que les idées instillées par les communistes disparaitront avec le vol : « Bien, je dois suivre leurs ordres. Faut juste que j'aille à l'avion »,. Elle avait tellement accumuler de tension nerveuse, qu'arrivée à l'aéroport elle a oublié les vêtements de sa fille et de sa propre valise et une des chaussures d'Alexis est tombée quand elle se précipita dans l'avion. « J'ai couru dans l'aérodrome, à travers les pistes, sur la passerelle et j'ai pris l'avion. C'était le 19 juin, c'était le plus beau jour de ma vie »,.

## Vie après Hubbard
Après son divorce d'Hubbard, Sara se marie avec Miles Hollister et achète une maison à Malibu, Californie. Hubbard continue à développer la dianétique (qui, donnera naissance à la Scientologie), et rencontre sa troisième et dernière femme, Mary Sue, à la fin de 1951, c'est-à-dire quelques mois après son divorce. La controverse faite par son divorce entamera définitivement sa réputation. Il cherchera à expliquer à ses disciples, qu'il a été victime des machinations de son ex-femme. Parlant aux dianétistes après son divorce, Hubbard blamera les ennemis extérieurs de l'ombre pour cette mauvaise publicité : « Nous avons survécu aux dents du broyeur, aux médias. Tous les moyens ont été réunis pour massacrer ma réputation personnelle. Une jeune fille est presque morte pour cette cause. Ma femme Sara »,. Au cours de l'été 1951, il explique son envol pour Cuba, par la volonté d'échapper aux violentes attaques de Sara : « Il a beaucoup parlé de Sara. Quand elle s'est enfuie avec un autre homme, Ron les a suivi. Ils l'ont enfermé dans une chambre d'hôtel, et mis de la drogue dans son nez mais il a réussi à s'échapper en se rendant à Cuba »,. Il présente ces problèmes matrimoniaux comme étant entièrement la faute de Sara et de son amant, Miles :

« L'argent et la gloire obtenus par la dianétique avait beaucoup d’importance pour ceux avec qui j'ai eu le grand malheur de m'associer... y compris, cette femme qui s'est présentée comme ma femme et qui a été soignée de ses importantes psychoses par la dianétique, mais qui, en raison des dégâts irréparables causés à son cerveau ne sera jamais totalement saine d'esprit.... manteaux de fourrures, voitures Lincoln, et un jeune homme sans aucune notion d'honneur ont vite fait de tourner la tête d'une femme qui s'était associée à moi dans la découverte de ces affaires, elle et les autres, assoiffés d'argent et de pouvoir, ont cherché à prendre le contrôle complet de la dianétique,. »

Plusieurs années plus tard, une autre de ces disciples, Virginia Downsborough, se souvient que durant le milieu des années 1960, il « parlait beaucoup de Sara et semblait vouloir s'assurer que je savais qu'il n'avait jamais été marié avec elle. Je ne savais pas pourquoi c'était si important pour lui ; je n'avais jamais rencontré Sara et ça ne m'intéressait absolument pas, mais il voulais me convaincre que ce mariage n’avait jamais eu lieu. Quand il parle de sa première femme, l'image qu'il emploie est celle d'un pauvre bougre rentrant chez lui après la guerre et abandonné par sa femme et sa famille car il était considéré comme un poids pour eux », A cette femme, il se déclare lui-même comme « une perpétuelle victime des femmes »,.
L'écrivain, Christopher Evans, note que : « Le souvenir de cet incident semble être si douloureux que L. Ron a plus d'une fois nié s'être jamais marié avec Sarah Northrup »,. Il cite comme exemple, « cet étrange effacement de sa mémoire de Sara Northrup », dans un entretien en 1968 pour la chaîne britannique ITV Granada. Entretien dans lequel Hubbard niera avoir eu une seconde femme entre sa première, Polly, et sa dernière, Mary Sue :
HUBBARD : « Combien de fois j'ai été marié ? 2 fois. Et je suis très heureux en ménage. J'ai une charmante femme et j'ai quatre enfants. Ma première femme est morte. »

JOURNALISTE : « Qu'est-il arrivé à votre seconde femme ? »

HUBBARD : « Je n'ai jamais eu de seconde femme,. »
Le journaliste commente : « Ce que Hubbard a dit est faux. C'est un détail sans importance mais il a eu trois femmes... Ce qui est important est, que ces disciples étaient là quand il a menti, qu'importe la preuve contraire que l'on apporterais, ils ne la croirais pas. »,. Hubbard donna aussi son point de vue sur ces liens avec Jack Parsons et l'OTO. En octobre 1969, le Sunday Times (journal du Royaume-Uni) publie une déclaration à ce sujet, la déclaration est signée par l’Église de Scientologie mais rédigée par Hubbard lui-même :

« Hubbard a détruit la magie noire en Amérique... Ron Hubbard était bien connu comme écrivain et philosophe et avait des amis parmi les physiciens, il a donc été envoyé en tant qu'officier de la marine américaine pour gérer la situation. Il est allé vivre à la maison pour étudier les rites de magie noire et la situation générale, il trouva ceux-ci très mauvais. La mission de Hubbard a réussi bien au-delà de toute attente. La maison s'est déchirée. Hubbard a sauvé une jeune fille qu'ils utilisaient. Le groupe de magie noire a été dispersée et détruit, il n'a jamais récupéré,. »

Seulement quelques mois plus tard, il présente Sara a son équipe comme la participante d'« une opération secrète d'envergure » dirigée contre la dianétique et la scientologie par un ennemi « totalitariste communiste ». Dans un mémo, daté du 2 décembre 1969, il écrit que l'opération a commencé avec de mauvaises critiques du livre Dianetics, puis est « monté en puissance par la soi-disant action en divorce de Sara Komkovadamanov (alias Northrup)... À l'origine de tout ceci, il y a Miles Hollister (étudiant en psychologie) et Sara Komkosadamanov (femme de ménage chez un physicien nucléaire habitant près de Caltech) »,

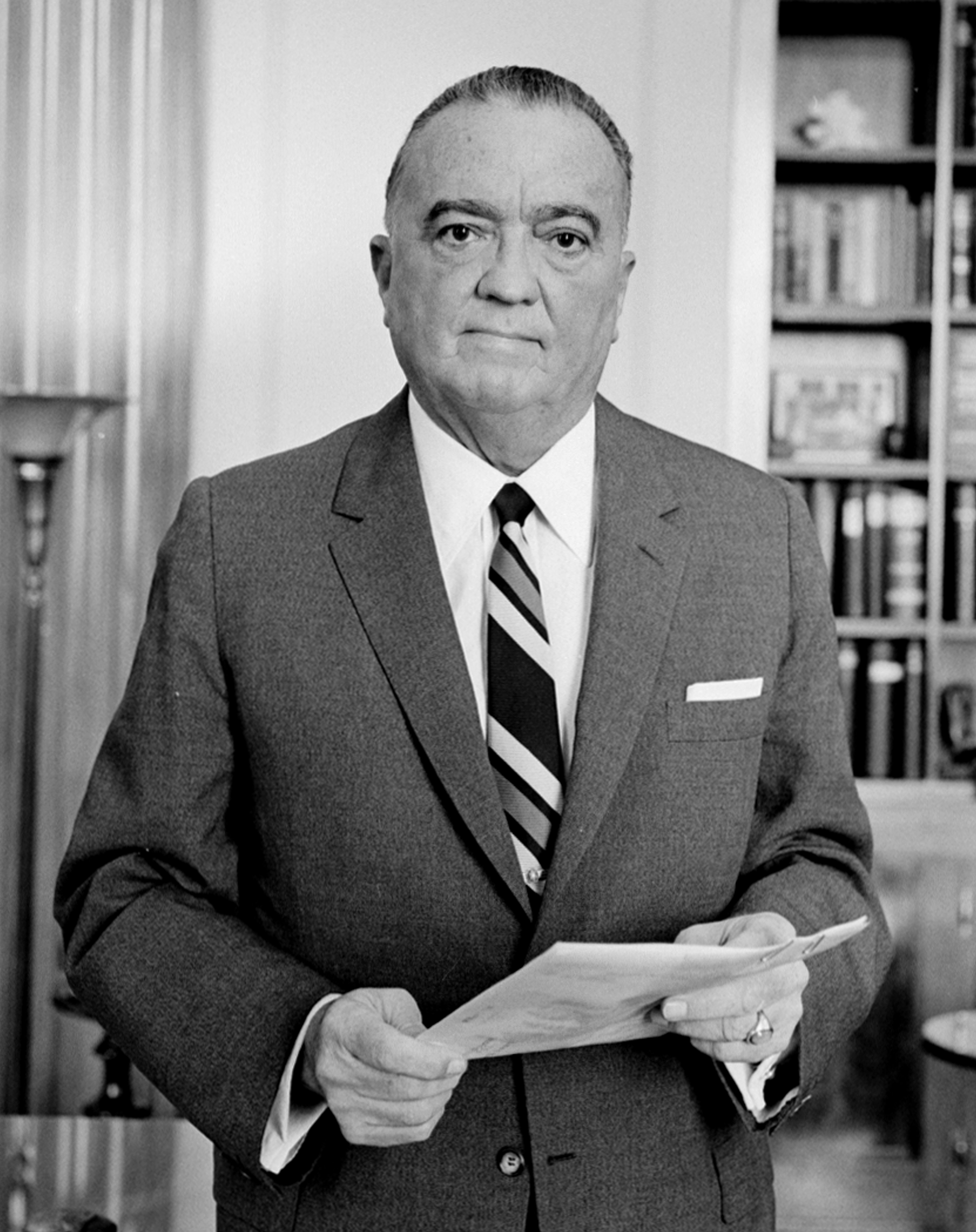
Photographie de J. Edgar Hoover en 1961, chef du FBI entre 1935 et 1972.

En 1970, Sara et Hollister déménagent à Maui, Hawaii. La fille de Sara, Alexis, âgée de 32 ans, cherche à prendre contact avec son père. Sa demande est refusée par une déclaration manuscrite dans laquelle Hubbard nie être son géniteur : « Fin 1948, ta mère était ma secrétaire à Savannah... En juillet 1949, j'étais à Elizabeth, New Jersey, écrivant le scénario d'un film... Elle est réapparue sans ressources et enceinte »,. Il déclare que Sara était un espion nazi pendant la guerre et l’accuse, elle ainsi que son nouveau mari, d'avoir intenté une action en divorce pour prendre le contrôle de la dianétique : « Ils ont obtenu une formidable couverture médiatique, rien de tout ceci n'est vrai. Ils avaient pris l'avocat en divorce le plus cher des États-Unis pour obtenir le contrôle de la fondation à Los Angeles. Ce fut un casse-tête, quand il n'y a pas de mariage légal, il ne peut y avoir de divorce légal »,. Même si la lettre est clairement rédigée par Hubbard, qui parle à la première personne dans sa lettre, il signe : « Votre bon ami, J. Edgar Hoover »,. Même son propre personnel est choqué par le contenu de cette lettre, il leur adresse donc cette déclaration : « la décence n’est pas un sujet bien compris »,.
Ni Sara, ni Alexis, n'ont fait de nouvelle tentative pour contacter Hubbard. En janvier 1986, la veille de sa mort, il rédige un testament déshéritant Alexis. En juin 1986, l'Église de Scientologie et Alexis concluent un arrangement financier en vertu duquel Alexis a l'interdiction d'écrire ou de parler au sujet de Ron Hubbard et sa relation avec lui. Une tentative a été faite pour lui faire signer un affidavit indiquant qu'elle était en fait la fille du premier fils de L. Ron Hubbard, son demi-frère, Ron Hubbard, Jr..
Comme le fait remarquer l'United Press International, aucune biographie officielle d'Hubbard publiée par l'Église de Scientologie ne fait mention de l'une de ces deux premières femmes. Dans une de ces publications, l’Église gomme Sara d'une photo originellement publiée dans le Miami Daily News du 30 juin 1946. Une nouvelle version de l'histoire a été republiée, version dans laquelle, toute mention de Sara a été expurgée.
L'Église continue à relayer les allégations de Hubbard au sujet de leur relation. En septembre 2010, l'écrivain Lawrence Wright fait dire à Tommy Davis, le porte-parole de l’Église de Scientologie, successeur d'Hubbard, que celui-ci « n'a jamais été marié à Sara Northrup. Elle a demandé le divorce dans le but de créer un faux dossier disant qu'elle avait été mariée avec lui ». Elle se serait intégrée dans le groupe de Jack Parson parce qu'« elle a été envoyée là-bas par les Russes. Je ne peux prononcer son nom. Son vrai nom réel est un nom russe. Ce fut une des raisons pour L. Ron Hubbard n'a jamais eu une relation avec elle. Il n'a jamais eu un enfant avec elle, il n'a pas été  marié à elle. Mais il lui a sauvé la vie en la faisant sortir de ce cercle de magie noire. »,. Après la sortie du documentaire, Going Clear d'Alex Gibney, réalisé d'après le livre du même nom, et citant des déclarations de Sara sur Hubbard, l’Église publia une vidéo. Dans cette vidéo, l'Église appelle Sara, la « chercheuse d'or ratée » et « celle qui a admis s'être parjurée ». L’Église la déclara responsable « d'une combine pour s'enrichir rapidement [concoctée] par une femme et son avocat publicitaire affamé, cherchant à déstabiliser Hubbard, à lui prendre son argent, à prendre le contrôle de la Fondation pour la dianétique Hubbard, au moment où, Dianetics est en-tête des ventes de livres »,.
Bien que Sara n'a jamais parlé publiquement contre son ex-mari depuis leur divorce, elle a rompu son silence en 1972. Elle a collaboré avec Paulette Cooper, à la rédaction du livre The Scandal of Scientology (en) qui fut par la suite visé par l'opération Freakout (en) organisée par l'Église de Scientologie. Sara déclara à Cooper qu'Hubbard était un fou dangereux, et que, bien que sa propre vie avait été transformée quand elle l'a quitté, elle avait toujours peur de lui et de ses disciples, qu'elle décrira plus tard, ressemblant à « des Mormons, mais avec de mauvais caractères »,. En juillet 1986, elle a été interviewée par l'ex-scientologue, Bent Corydon, plusieurs mois après la mort de Hubbard, ce qui diminue sa crainte de représailles. Des extraits de l'interview ont été publiés en 1987 dans le livre de Corydon, L. Ron Hubbard, Messiah or Madman? (en). En 1997, elle meurt d'un cancer du sein, mais au cours des derniers mois de sa vie, elle a enregistré sur bande magnétique sa vision de sa relation avec Hubbard. Cet enregistrement est maintenant dans la collection, « Stephen A. Kent Alternative Religions » à l'Université de l'Alberta. Rejetant toute suggestion déclarant qu'elle était une sorte de « personne pathétique qui a souffert toutes ces années, à cause de ma liaison avec Ron », Sara a parlé de son soulagement quand elle a été en mesure de s'en séparer. Elle a déclaré « ne pas être intéressée par la vengeance, mais par la vérité »,.